# Puakena Boreham
Pour les articles homonymes, voir Boreham (homonymie).
Puakena Boreham, née le 18 décembre 1970[réf. nécessaire], est une médecin et femme politique tuvaluane.

## Biographie
Ayant complété ses études à l'Institut médical de l'université nationale australienne, elle devient médecin anesthésiste à l'hôpital Princess Margaret à Funafuti,, et directrice du service médical de l'hôpital. Elle démissionne de cette fonction pour se porter candidate aux élections législatives de mars 2015, dans la circonscription de Nui. Sur les trente-trois candidats aux quinze sièges du Fale i Fono (parlement national), elle est l'une des trois seules femmes candidates. À cette date, depuis son indépendance en 1978, le pays n'avait connu que deux femmes députées : Naama Maheu Latasi de 1989 à 1997, puis Pelenike Isaia à partir de 2011. Puakena Boreham est élue députée de Nui, obtenant 22,19 % des voix et battant notamment Pelenike Isaia, députée sortante. Simple députée de la majorité parlementaire du Premier ministre Enele Sopoaga, elle est réélue aux élections législatives de septembre 2019, et est à nouveau la seule femme à l'assemblée,. Députée d'opposition face au gouvernement de Kausea Natano durant la législature 2019-2024, elle est battue dans sa circonscription aux élections législatives de janvier 2024.